# Mau & Ricky
Mau & Ricky es un dúo venezolano de reguetón y pop latino formado en 2011 por los hermanos Reglero, Mau y Ricky, en Caracas, Venezuela.
Desde 2017, el dúo ha captado la atención internacional con canciones multiplatino como «Desconocidos» junto a Manuel Turizo y Camilo, «Mi mala (Remix)» con Karol G, Becky G, Leslie Grace y Lali, logrando notoriedad en las listas de música latina.
El dúo lanzó su EP debut, Arte (2017), a través del sello Sony Music Latin, y su primer álbum de estudio Para aventuras y curiosidades (2019).
Fueron nominados en los Premios Grammy Latinos de 2017 en la categoría Mejor Artista Nuevo y Canción del Año. En 2019, fueron elegidos por YouTube Music como el único acto latino en ser parte de «Artist On The Rise».

## Primeros años
Mauricio «Mau» Alberto y Ricardo «Ricky» Andrés Reglero Rodríguez nacieron en Caracas, Venezuela. Son hijos de la cineasta Marlene Rodríguez y del cantautor venezolano-argentino Ricardo Montaner. Fueron criados hasta la edad de 8 y 11 años en Caracas, antes de mudarse con su familia a Miami, Florida donde viven actualmente. Tienen una hermana menor, la actriz y cantante Evaluna Montaner, además de dos medio hermanos mayores, Alejandro Manuel y Héctor Eduardo, fruto del primer matrimonio de su padre.

## Carrera musical
Comenzaron a estudiar música a la edad de 4 y 6 años respectivamente y emprendieron su carrera tocando en la Iglesia, donde cofundaron una banda, con quienes tocaban semanalmente. Mientras componían, arreglaban y grababan su primer disco, «MR» —como se les empezaba a conocer— se unieron a la gira latinoamericana de su padre Ricardo Montaner, donde Mau era el baterista y Ricky el primer guitarrista.
A partir de 2015, pasaron de llamarse «MR» a «Mau y Ricky».

### ArteyPara aventuras y curiosidades

El dúo en una sesión de fotos promocional.

En 2017, lanzaron Arte, su EP debut bajo el sello discográfico Sony Music Latin. 
En mayo de 2019, lanzaron su álbum Para aventuras y curiosidades, logrando alcanzar el puesto tres en las lista Pop Latin Albums de Billboard en Estados Unidos, donde además logró permanecer 39 semanas consecutivas. El álbum recibió múltiples discos de platino y diamante en Estados Unidos, al igual que logró permanecer en varias listas de Billboard y recibió una nominación en los Premios Billboard de la Música Latina de 2020 en la categoría «Álbum de Pop Latino».
En enero de 2020, el dúo participó en varias colaboraciones como «Ya tú me conoces» con Thalía, «Recuerdo» de Tini y «Sigo buscándote» con Ovy On The Drums.

### Contribuciones como compositores
Como compositores, han escrito canciones para varios cantantes, entre ellos Thalía, Leslie Grace, Miguel Bosé, Diego Boneta, Cristian Castro, Ricky Martin, Karol G y Ednita Nazario.
Algunas de sus composiciones musicales incluyen temas multiplatino entre los que se encuentran «Ya no tiene novio» —donde también participan con Sebastián Yatra—, «Sin pijama» de Becky G y Natti Natasha, «Vente pa'ca» de Ricky Martin y Maluma, y «Pa' dentro» de Juanes. Luego, en junio del 2021, estrenaron "3 de la mañana" con Sebastián Yatra y Mora.

### RIFRESH
Rifresh es el segundo álbum de estudio de Mau & Ricky. Fue lanzado el 20 de noviembre de 2020. En el cuenta con temas como "Papás", "La Grosera" y "OUCH". Siendo estos temas Trends en Tiktok y en Instagram.

### Why Club Records
El dúo anunció su nuevo sello discográfico independiente, Why Club Records, en conjunto con Warner Music Latina. 

Estamos emocionados de comenzar esta nueva etapa como propietarios de nuestra música, junto a un grupo de personas increíbles a las que admiramos mucho. Esto marca el inicio de una alianza que, si Dios quiere, nos llevará a cumplir nuestros sueños. Confiamos plenamente en Alejandro Duque y Roberto Andrade como los socios ideales para esta nueva etapa. Estamos trabajando en el álbum más importante de nuestra carrera hasta la fecha.

## Vida personal
Mau & Ricky son hijos del cantante argentino-venezolano Ricardo Montaner, hermanos de la cantante y actriz Evaluna y cuñados del cantante Camilo.
Mau Montaner se encuentra casado con la diseñadora colombiana Sara Escobar desde febrero de 2018, y Ricky Montaner está casado con la actriz y presentadora de televisión argentina Stefanía Roitman desde enero de 2022.

## Discografía
Álbumes de estudio
- 2019: Para aventuras y curiosidades
- 2020: Rifresh
- 2024: Hotel Caracas

EP
- 2017: Arte

Mixtapes
- 2023: Desgenerados Mixtape

## Televisión
| Año  | Título                              | Rol                           | Cadena       |
| ---- | ----------------------------------- | ----------------------------- | ------------ |
| 2018 | La Voz Argentina 2                  | Asesores del Equipo Montaner  | Telefe       |
| 2020 | La Voz EEUU 2                       | Coaches en The Comeback Stage | Telemundo    |
| 2021 | La Voz Argentina 3                  | Coaches                       | Telefe       |
| 2021 | La Voz Kids 3                       | Coaches                       | TV Azteca    |
| 2022 | Los Montaner                        | Miembros del reparto          | Disney+      |
| 2022 | La Voz Argentina 4                  | Coaches                       | Telefe       |
| 2022 | La Voz Kids 4                       | Coaches                       | TV Azteca    |
| 2023 | La música está servida: Mau y Ricky | Miembros del reparto          | Radio Disney |

## Premios y nominaciones
En la entrega número 18 de los Premios Grammy Latinos en 2017, Mau y Ricky fueron nominados en la categoría «Mejor Artista Nuevo» y «Canción del Año» por «Vente Pa' Ca» —donde participaron como compositores—.
Han sido galardonados con el Premio Carlos Gardel a «Canción del Año» por «Sin querer queriendo», junto a Lali.
Actualmente, en el transcurso del año 2021, son jurado de uno de los formatos más conocidos por todo el mundo como lo es "La voz", en este caso La Voz Argentina.
| Año  | Premio                     | Categoría                               | Trabajo nominado                                                   | Resultado | Ref    |
| ---- | -------------------------- | --------------------------------------- | ------------------------------------------------------------------ | --------- | ------ |
| 2021 | Fans Choice Awards         | Urbano- Dúo o grupo                     | Ellos mismos                                                       | Nominados | [ 17 ] |
| 2021 | Fans Choice Awards         | Concierto Streaming - Artista masculino | Ellos mismos                                                       | Nominados | [ 17 ] |
| 2022 | Premios Martín Fierro 2021 | Jurado de TV                            | Ellos mismos (junto a Lali, Ricardo Montaner y Soledad Pastorutti) | Ganadores |        |

## Giras
- 2019: Dos Desconocidos Tour

### Actos de apertura
- 2011: Teen Angels Tour – Teen Angels
- 2018: Never Be the Same Tour — Camila Cabello
- 2018-2019: Legacy Tour – Legacy Tour